# 王昱 (清代画家)
王昱（1714年—1748年），字日初，號東莊、雲槎山人，江蘇太倉州（今江蘇太倉市）人，清代畫家。王原祁族弟。“小四王”之首。
師承婁東“四王”，喜山水，其畫淡而不薄，疏而有致，筆意在倪瓚、方從義之間。